# Gibasis
Gibasis là một chi thực vật có hoa trong họ Commelinaceae.